# Корабель-супутник-2
«Корабель-супутник-2» (рос. Корабль-спутник-2), інші назви «Восток-1К № 2», «Супутник-5» — радянський космічний апарат типу «Восток-1К», прототип пілотованого космічного корабля «Восток». Третій випробувальний запуск за програмою «Восток». Перше у світі повернення на землю живих істот, що побували в космосі.
На борту космічного корабля перебували собаки Білка і Стрілка та інші живі істоти. Мета цього експерименту — дослідження впливу космічного випромінювання на живі організми, а також перевірка ефективності різних систем життєзабезпечення — харчування, водопостачання, асенізації, регенерації відходів. Корабель спорядили медико-біологічною апаратурою, яка фіксувала зміни, що відбувалися в організмах собак протягом усього польоту. Для польоту собакам пошили спеціальні костюми червоного і зеленого кольорів.
Космічний політ собак Стрілки й Білки тривалістю понад 25 годин, протягом яких корабель-супутник здійснив 17 повних обертів навколо Землі, дав змогу отримати унікальні наукові дані про вплив факторів космічного польоту на фізіологічні, генетичні та цитологічні системи живих організмів.

## Підготовка
Перед польотами людини в космос здійснили численні експерименти з тваринами на космічних кораблях-супутниках Землі. Наприкінці 1948 року з ініціативи Сергія Павловича Корольова почалось вивчення реакцій високоорганізованих живих істот на вплив умов ракетного польоту. Після довгих обговорень вирішили, що «біологічним об'єктом» досліджень буде собака.
Фізіологи здавна використовували собак для дослідів, знали, як вони себе поводять, розуміли особливості будови організму. Крім того, собаки не примхливі, їх легко тренувати.
Перший загін собак — кандидатів на польоти в космос — складався з дворових псів. Медики вважали, що вони з першого дня змушені боротися за виживання, до того ж невибагливі і дуже швидко звикають до персоналу, що було рівнозначно дресурі.
Безпосередня підготовка собак до польоту відбувалась в Інституті авіаційної медицини. Для експериментів відбирали невеликих собак масою 6—7 кг (кабіна ракети була розрахована на маленьку вагу), віком від двох до шести років, з міцним здоров'ям, високою опірністю захворюванням і стійкістю до несприятливих впливів зовнішнього середовища. При цьому вони мали бути контактними і терплячими. Згодом в «космічний загін» стали підбирати «дівчаток» (для них було простіше шити асенізаційний одяг) світлого забарвлення (щоб краще було видно на телевізійній картинці). Пам'ятаючи, що собакам доведеться «красуватися» на сторінках газет, відбирали «об'єкти» красивіші, стрункіші і з інтелектуальними" мордочками.
Готували космічних першопрохідців у Москві на задвірках стадіону «Динамо» — у червоно-цегляному особняку, який до жовтневого перевороту називався готелем «Мавританія».
Розробили серйозну наукову програму підготовки собак до коротких ракетних польотів і до тривалих польотів на супутниках. Передусім собаки привчалися до одягу. Одяг був двох видів — фіксуючий і асенізаційний. Собаки, що готувалися до польоту в космос, мали навчитися їсти з автоматичної годівниці. Годівниця була конвеєрною стрічкою, що у визначений час подавала коробки з їжею. Ще собак привчали до того, щоб вони могли спокійно перебувати у кабіні малого обсягу тривалий час (до 20 діб). Також собаки проходили різні спеціальні тренування: обертання на центрифузі, випробування на вібростенді, катапультування. На закінчення здійснювався комплексний фізіологічний експеримент: собаки протягом тривалого часу перебували в закритій герметичній капсулі, зазнаючи впливів, що очікувались у польоті.
Перший собачий старт відбувся 22 липня 1951 року на полігоні Капустин Яр. Загалом з липня 1951 року по вересень 1962 року відбулось 29 собачих польотів у стратосферу на висоту 100—150 км. Вісім із них закінчилися трагічно. Собаки гинули від розгерметизації кабіни, відмови парашутної системи, неполадок у системі життєзабезпечення.
До 1960 року не існувало радянських космічних апаратів, здатних повертатися на Землю. На початку 1960 року був розроблений такий корабель, оснащений системами життєзабезпечення.
Перший запуск корабля виявився невдалим.
Собак Білку і Стрілку готував до польоту кандидат медичних наук Володимир Іванович Данилейко, який по закінченні аспірантури Київського медичного інституту був направлений до Москви молодшим науковим співробітником у Державний науково-дослідний інститут авіаційної та космічної медицини Військово-повітряних сил СРСР завдяки темі своєї кандидатської — «Моделювання умов космічного польоту в наземній лабораторії», яку захистив на кафедрі патофізіології в 1959 році. На Володимира Данилейка було покладено найвідповідальнішу частину — підготовку тварин до вимірювання артеріального тиску і тренування. У тіло під шкіру тварин вживлювали кілька електродів для зняття електрокардіограм. Для вимірювання артеріального тиску виводили на шиї судину, до якої приєднувалась спеціальна манжета.

## Опис
Маса корабля-супутника без останнього ступеня ракети-носія становила 4,6 т.
Апарат складався з агрегатного відсіку у формі з'єднаних широкими основами конуса і зрізаного конуса. До меншої основи зрізаного конуса кріпився герметичний спускний апарат. На зовнішній поверхні корабля-супутника розташовувались балони з запасами стисненого газу для системи орієнтації та її реактивні двигуни, датчики наукової апаратури, сонячні батареї, антени, жалюзі системи терморегулювання. За допомогою автономного приводу сонячні батареї постійно орієнтувались на Сонце.
Агрегатний відсік мав довжину 2,25 м, найбільший діаметр 2,43 м і масу 2,27 т.
Спускний апарат у формі кулі діаметром 2,3 м і масою 2,46 т був вкритий теплозахистом і мав систему життєзабезпечення, обладнання для біологічних експериментів, частину наукової апаратури, катапультований контейнер, клітки й контейнери з біологічними об'єктами. У кріслі-катапульті у спеціальні капсулі розміщувались собаки Білка і Стрілка, 12 мишей, комахи, рослини, грибкові культури, насіння кукурудзи, пшениці, гороху, цибулі, деякі види мікробів «й інші біологічні об'єкти». Поза катапультованим контейнером у кабіні корабля розташовувались 28 лабораторних мишей і 2 білі щури.
При поверненні на Землю передбачалось відокремлення спускного апарата від агрегатного відсіку космічного корабля перед входом у щільні шари атмосфери (агрегатний відсік згорав у цих шарах).
Катапультований контейнер і спускний апарат мали свої парашутні системи, що знижували швидкість приземлення відповідно до 6—8 і 10 м/с. У стінках спускного апарата розташовувались жаростійкі ілюмінатори і герметичні люки, що швидко розкривались, — катапультування контейнера відбувалось крізь відстрілюваний люк за командою від барометричних датчиків на висоті 7—8 км.

## Політ
19 серпня 1960 року о 9:31 UTC з космодрому Байконур ракетою-носієм «Восток» було запущено космічний апарат «Корабель-супутник-2» типу «Восток-1К».
20 серпня 1960 року спускний апарат із тваринами на борту успішно приземлився у визначеному районі. Вперше у світі живі істоти, побувавши у космосі, повернулися на Землю.

## Після польоту
Собаки, що повернулися з орбіти, стали об'єктом підвищеної уваги і через добу брали участь у пресконференції, влаштованій у будівлі ТАРС. Через кілька днів телебачення показало кадри польоту Білки і Стрілки. Було добре видно, як вони перекидались у невагомості. І якщо Стрілка ставилася до всього насторожено, то Білка радісно «казилась» і навіть гавкала.
Собаки стали загальними улюбленицями. Їх возили дитячими садками, школами, дитячим будинками. Більше собаки не літали. Вони залишилися жити при дослідному інституті. Обидві дожили до вельми похилого віку. Стрілка залишила після себе численне потомство, а одне з її цуценят — Пушок — Микита Хрущов подарував дружині президента США Жаклін Кеннеді для її дочки Каролін.

## Цікавий факт
- Справжні клички Білки і Стрілки — Альбіна і Маркіза. Але вони здалися занадто «буржуазними», непідходящими для радянських собак-космонавтів[1].